# Zdravko Krivokapic
Zdravko Krivokapic (en montenegrí: Здравко Кривокапић; Nikšić, Montenegro, 2 de setembre de 1958) és un polític, enginyer, activista, escriptor i professor universitari montenegrí, primer Ministre de Montenegro des del 4 de desembre de 2020.
Fill de pares d'ètnia sèrbia, el 1981 es llicencià per la Facultat d'Enginyeria Mecànica de la Universitat de Montenegro (MF-UCG) i integrada dins de la República Federal Popular de Iugoslàvia. Completà la seva formació amb uns estudis de postgrau a la Universitat de Belgrad, a l'àrea d'Enginyeria de Producció, rebent el corresponent mestratge el 1989. Associat professionalment a la Universitat de Montenegro, el 1994 va començar a fer classes com a professor ajudant, el 1999 va passar a ser professor associat i en 2004 es va convertir en professor titular catedràtic d'Informàtica i Sistemes de Gestió de Qualitat. Fou investigador convidat i becat pel Servei Alemany d'Intercanvi Acadèmic (DAAD), a l'Institut d'Aplicacions Informàtiques en Planificació i Construcció (RPK) de la Universitat de Karlsruhe. Formà part dels organitzadors del Centre de Qualitat de normes ISO 9000 de la Universitat de Montenegro i tingué dirigí el Centre d'Estudis Doctorals. Autor de nombrosos treballs tècnics, responsable de projectes d'investigació i un científic amb projecció exterior, Krivokapic ha estat actiu en les conferències internacionals sobre Gestió de Qualitat de Software (SQM) i sobre Gestió i Millora de la Qualitat (QME).
El 2020, va ser un dels fundadors i va assumir el càrrec de president de l'organització "No entreguem Montenegro ("Ne damo Crnu Goru"), donant suport a l'Església Ortodoxa Sèrbia a Montenegro durant el conflicte per les noves regulacions legals. Posteriorment, aquest mateix any, es va convertir en el líder de la llista electoral d'una àmplia oposició als socialistes governants, a través de la coalició electoral "Pel Futur de Montenegro" ("Za Budućnost CRnE Gore") (agrupació prosèrbia i prorussa), i fou elegit com a Primer Ministre de Montenegro a les eleccions parlamentàries de l'agost del 2020.